# ألان وليامز (راكب الكنو)
ألان وليامز (بالإنجليزية: Alain Williams)‏ هو راكب الكنو بريطاني، ولد في 21 أبريل 1954.

## وصلات خارجية
- آلان وليامز على موقع أوليمبيديا (الإنجليزية)